# Russell Henley
Russell Henley (Macon (Georgia), 12 april 1989) is een Amerikaans golfer.

## Amateur
Henley speelde college golf voor de Universiteit van Georgia (UGA). In 2010 won hij de Haskins Award als beste collegiate golfer.
Henley speelde in 2010 in het US Open en eindigde (met Scott Langley) als beste amateur. Als amateur speelde hij dat jaar ook tweemaal op de Nationwide Tour: de Nationwide Children's Hospital Invitational en de Stadion Athens Classic at UGA.
In 2011 won Henley de Stadion Classic at UGA op de Nationwide Tour. Hij  was daarmee de tweede amateur-winnaar op die Tour na Daniel Summerhays in 2007. Het toernooi vond plaats op de golfbaan van zijn universiteit.

### Nationale teams
- Palmer Cup: 2010 (winnaars), 2011 (winnaars)
- Walker Cup: 2011

## Professional
Henley werd in september 2011 professional en speelde toen weer op de Nationwide Tour. Zijn eerste toernooi was de Soboba Golf Classic. Een jaar later behaalde hij zijn eerste overwinning door Patrick Cantlay en Morgan Hoffmann in een play-off te verslaan. Een maand later behaalde hij al zijn tweede overwinning, weer in een play-off. Henley promoveerde van de Web.com Tour (voorheen Nationwide Tour) naar de Amerikaanse PGA Tour van 2013.
Henley was de eerste rookie op de PGA Tour die meteen een toernooi won. Met een score van −24 schreef hij het Sony Open in Hawaii op zijn naam en sprong meteen naar de 50ste plaats op de Wereldranglijst zodat hij zich kwalificeerde voor de WGC - Matchplay. Het leverde hem ook een invitatie op voor de Masters en het PGA Championship.
Op 2 maart 2014 won hij met de Honda Classic zijn tweede zege op de PGA Tour nadat hij de play-off won van Ryan Palmer, Rory McIlroy en Russell Knox.

### Gewonnen
PGA Tour
| Nr | Jaar | Toernooi            | Score           | Score | Info                                                          |
| -- | ---- | ------------------- | --------------- | ----- | ------------------------------------------------------------- |
| 1  | 2013 | Sony Open in Hawaii | 63-63-67-63=256 | –24   |                                                               |
| 2  | 2014 | Honda Classic       | 64-68-68-72=272 | –8    | Won de play-off van Ryan Palmer, Rory McIlroy en Russell Knox |

Web.com Tour
| Nr | Jaar | Toernooi                     | Score | Score           | Info                                                     |
| -- | ---- | ---------------------------- | ----- | --------------- | -------------------------------------------------------- |
| 1  | 2011 | Stadion Classic at UGA       | –12   | 72-66-66-68=272 | won als amateur                                          |
| 2  | 2012 | Chiquita Classic             | –22   | 66-65-65-70=266 | Play-off gewonnen van Patrick Cantlay en Morgan Hoffmann |
| 3  | 2012 | Winn-Dixie Jacksonville Open | –10   | 66-70-69-65=270 | Play-off gewonnen van B.J. Staten                        |